# Tagmaster
Tagmaster AB, av företaget skrivet TagMaster AB, är ett teknikföretag som utvecklar och säljer Intelligenta transportsystem (ITS) och Trafiksystem, sensorsystem och lösningar baserade på radio, radar & kamerateknologier RFID-produkter (Radio Frequency IDentification), ANPR-produkter (Automatic number plate recognition) för automatisk identifiering. 
Tagmaster är börsnoterat på First North i Stockholm, Sverige. 
Tagmaster har sitt huvudkontor i Kista utanför Stockholm och har dotterbolag i Storbritannien, Frankrike och USA och via egna kontor i Slovakien och Malaysia. 